# Rodolfo Massi
Pour les articles homonymes, voir Massi.
Rodolfo Massi, né le 17 septembre 1965 à Corinaldo, est un ancien coureur cycliste italien. Il a notamment couru pour l'équipe Petit Casino.

## Biographie
En 1990, au début de sa carrière, il finit dernier de l'étape du Tour de France passant par le col du Tourmalet avant de la remporter en 1998.
Le 29 juillet 1998, il est arrêté à son hôtel à Aix-les-Bains après la dix-septième étape du Tour de France alors qu'il est en tête du classement de la montagne. Il ensuite suspendu à la suite de perquisitions lors desquelles des substances dopantes, EPO en particulier, ont été trouvées. Au cours de l'affaire du Tour de France 1998, il fit également l'objet d'une inculpation sous les chefs « d’importation, d’offre et de cession de substances vénéneuses, ainsi que d’infraction à la loi antidopage de 1989 qui réprime la prescription, la facilitation et l’incitation à l’usage de produits interdits dans l’univers sportif ». Durant sa carrière, il fournissait des drogues à tout le peloton (d'où son surnom « le pharmacien »). Finalement, en novembre, il est annoncé qu'aucune charge criminelle n'est retenue contre Massi après le Tour de France 1998, mais la fédération italienne de cyclisme lui inflige une amende et le suspend pendant six mois.

## Palmarès

### Palmarès amateur
- 1982
  - 3e des Tre Ciclistica Bresciana
- 1983
  - Gran Premio Marcello Falcone
- 1984
  - Trophée Adolfo Leoni
- 1985
  - Casalincontrada-Block Haus
- 1986
  - Prologue et 3e étape du Tour des régions italiennes
  - 6e étape du Tour du Hainaut occidental
  - 2e de la Settimana Lazio
  - 2e du Gran Premio San Basso

### Palmarès professionnel
| - 1988 - 2e du Trophée Pantalica - 1989 - 3e du Grand Prix de la ville de Camaiore - 1994 - Semaine cycliste internationale : - Classement général - 1re étape - 5e du Tour de Suisse - 1995 - 3e du Tour du Frioul - 1996 - 5e étape du Tour du Trentin - 10e étape Tour d'Italie - 2e du Tour de Calabre - 2e du Trofeo Laigueglia - 3e du Tour de Murcie - 1997 - Tour du Haut-Var - 4e étape du Tour de Valence | - 1998 - Classement général du Tour méditerranéen - Tour de Calabre : - Classement général - 2e étape - 2e étape du Critérium international - 10e étape du Tour de France - 3e de Paris-Camembert - 3e de Liège-Bastogne-Liège - 5e de Paris-Nice - 6e du Tour du Pays basque - 10e de la Flèche wallonne - 2000 - 6e étape du Grand Prix du Midi libre - 3e du Tour de Campanie |  |

### Résultats sur les grands tours

#### Tour de France
2 participations
- 1990 : 156e et lanterne rouge
- 1998 : non partant (18e étape), vainqueur de la 10e étape

#### Tour d'Italie
10 participations
- 1987 : 24e
- 1988 : abandon (5e étape)
- 1989 : 85e
- 1990 : 35e
- 1992 : 94e
- 1993 : abandon (4e étape)
- 1994 : 37e
- 1995 : 48e
- 1996 : 35e, vainqueur de la 10e étape
- 2003 : 68e

#### Tour d'Espagne
6 participations
- 1988 : 36e
- 1994 : 56e
- 1997 : 20e
- 1998 : abandon (10e étape)
- 1999 : abandon (7e étape)
- 2000 : 34e